# Monasa nigrifrons
La monaca frontenera (Monasa nigrifrons von Spix, 1824) è un uccello della famiglia Bucconidae tipico del Sud America.

## Descrizione

### Dimensioni
Può raggiungere i 29 cm di lunghezza e un peso di circa 80,7 g.

### Aspetto
Il corpo snello è ricoperto di piume nere simili in entrambi i sessi. Ha un becco arancione ricurvo, le ali sono corte e arrotondate, la coda è larga con la punta arrotondata e le zampe sono munite di quattro dita, due davanti e due dietro, con quelle esterne rivolte all'interno.

## Biologia

### Voce
Gli adulti lanciano frequenti richiami e a volte l'intero stormo canta contemporaneamente per alcuni minuti. Piccolo audio del richiamo.

### Alimentazione
Si nutre principalmente di insetti e piccoli invertebrati.

### Riproduzione
Il nido è costituito da una cavità scavata nell'argine del corso d'acqua o nel suolo.

### Spostamenti
Vive solo, in coppie o piccoli gruppi. Si posa silenzioso sui rami degli alberi da cui si lancia per afferrare la preda. Si sposta frequentemente di posatoio in posatoio con pochi rapidi colpi d'ala seguiti da una planata.

## Distribuzione e habitat
La specie è presente in Bolivia, Brasile, Colombia, Ecuador e Perù. Dal livello del mare fino ai 1.000 m di altitudine.
Vive principalmente in:
- foreste tropicali e subtropicali secche,
- foreste tropicali e subtropicali umide,
- foreste pluviali,
- foreste secondarie,
- savane,
- zone umide,
- laghi d'acqua dolce

## Conservazione
La Lista rossa IUCN classifica Monasa nigrifrons come specie a rischio minimo (Least Concern).
Non vi sono dati sulla dimensione effettiva della popolazione di questa specie, ma in base ai modelli sulla deforestazione amazzonica si stima che vi sia stata una riduzione tra il 19,3% e il 21% nel periodo 2000-2011.